# Ligat ha'Al 2021-2022
La Ligat ha'Al 2021-2022 è stata l'81ª edizione della massima divisione del campionato israeliano di calcio, iniziata il 28 agosto 2021 e terminata il 21 maggio 2022. Il Maccabi Haifa, squadra campione in carica, si è laureato campione anche in questa stagione per la 14ª volta nella sua storia.

## Stagione

### Novità
Nella stagione precedente sono retrocesse Bnei Yehuda e Hapoel Kfar Saba, mentre dalla Liga Leumit sono state promosse Hapoel Nof HaGalil, primo classificato, e Hapoel Gerusalemme, secondo classificato.

### Formula
La formula è la stessa delle stagioni precedenti. Prendono parte alla massima serie 14 squadre, che si affrontano in un girone all'italiana di 26 giornate, tra andata e ritorno.

Al termine della stagione regolare, le sei squadre classificatesi dal primo al sesto posto partecipano ai play-off per il titolo e per la qualificazione alle coppe europee; le otto squadre classificatesi dal settimo al quattordicesimo posto disputano, invece, i play-out per determinare le retrocessioni. Tanto nei play-off quanto nei play-out, le squadre partono con gli stessi punti ottenuti durante la stagione regolare.

La squadra campione si qualifica al secondo turno di qualificazione della UEFA Champions League 2022-2023 e alla Supercoppa d'Israele (ove affronta la vincitrice della Coppa di Stato 2021-2022 o, in caso di vittoria di tale trofeo da parte del club campione nazionale, la seconda classificata in campionato). La seconda e la terza classificata sono ammesse al secondo turno di qualificazione della UEFA Europa Conference League 2022-2023. Poiché un posto a quest'ultimo torneo (precisamente al secondo turno di qualificazione) è previsto anche per la squadra vincitrice della Coppa di Stato 2021-2022, se detto trofeo è vinto da un club classificatosi al secondo o al terzo posto dei play-off (o, in caso di vittoria della Coppa di Stato da parte della squadra campione nazionale, se in una di tali posizioni si classifica la finalista perdente), viene qualificata anche la quarta classificata.

Sono retrocesse le ultime due squadre classificatesi ai play-out, rimpiazzate nella stagione successiva dalle due squadre promosse dalla Liga Leumit.

I play-off si disputano in partite di andata e ritorno, per un totale di 10 giornate (dalla 27ª alla 36ª giornata). I play-out, invece, si disputano in partite di sola andata, per un totale di 7 giornate (dalla 27ª alla 33ª). Ciascuna squadra, pertanto, disputa complessivamente 36 o 33 partite, a seconda che partecipi ai play-off o ai play-out.

## Squadre partecipanti
| Club                | Città         | Stadio               | Stagione precedente |
| ------------------- | ------------- | -------------------- | ------------------- |
| Ashdod              | Ashdod        | Stadio HaYud-Alef    | 3º posto            |
| Beitar Gerusalemme  | Gerusalemme   | Stadio Teddy Kollek  | 10º posto           |
| Bnei Sakhnin        | Sakhnin       | Stadio Doha          | 12º posto           |
| Hapoel Be'er Sheva  | Be'er Sheva   | Stadio Yaakov Turner | 4º posto            |
| Hapoel Gerusalemme  | Gerusalemme   | Stadio Teddy Kollek  | 2° in Liga Leumit   |
| Hapoel Hadera       | Hadera        | Stadio Netanya       | 8º posto            |
| Hapoel Haifa        | Haifa         | Stadio Sammy Ofer    | 9º posto            |
| Hapoel Nof HaGalil  | Nof HaGalil   | Green Stadium        | 1° in Liga Leumit   |
| Hapoel Tel Aviv     | Tel Aviv      | Stadio Bloomfield    | 11º posto           |
| Ironi K. Shmona     | Kiryat Shmona | Stadio municipale    | 6º posto            |
| Maccabi Haifa       | Haifa         | Stadio Sammy Ofer    | Campione d'Israele  |
| Maccabi Netanya     | Netanya       | Stadio Netanya       | 7º posto            |
| Maccabi Petah Tiqwa | Petah Tiqwa   | Stadio HaMoshava     | 5º posto            |
| Maccabi Tel Aviv    | Tel Aviv      | Stadio Bloomfield    | 2º posto            |

## Allenatori
| Club               | Allenatore                                                                            |
| ------------------ | ------------------------------------------------------------------------------------- |
| Ashdod             | Ran Ben Shimon                                                                        |
| Beitar Gerusalemme | Erwin Koeman (1ª-11ª) Yossi Mizrahi (12ª-19ª) Gal Cohen (20ª) Yossi Abukasi (21ª-33ª) |
| Bnei Sakhnin       | Sharon Mimer (1ª-18ª) Haim Silva (19ª-36ª)                                            |
| Hapoel Be'er Sheva | Ronny Levi (1ª-24ª) Elyaniv Barda (25ª-36ª)                                           |
| Hapoel Gerusalemme | Ziv Arie                                                                              |
| Hapoel Hadera      | Meni Koretski                                                                         |
| Hapoel Haifa       | Elisha Levy                                                                           |
| Hapoel Nof HaGalil | Yaron Hochenboim (1ª-16ª) Shay Barda (17ª-33ª)                                        |
| Hapoel Tel Aviv    | Nir Klinger (1ª-13ª) Kobi Refua (14ª-36ª)                                             |
| Ironi K. Shmona    | Amir Nussbaum (1ª-8ª) Slobodan Drapić (9ª-33ª)                                        |
| Maccabi Haifa      | Barak Bakhar                                                                          |
| Maccabi Netanya    | Raymond Atteveld (1ª-4ª) Benyamin Lam (5ª-36ª)                                        |
| Macc. Petah Tiqwa  | Guy Luzon (1ª-15ª) Nir Klinger (16ª-33ª)                                              |
| Maccabi Tel Aviv   | Patrick van Leeuwen (1ª-7ª) Barak Yitzhaki (8ª-12ª) Mladen Krstajic (13ª-36ª)         |

## Stagione regolare

### Classifica finale
|  | Pos. | Squadra             | Pt | G  | V  | N  | P  | GF | GS | DR  |
|  | ---- | ------------------- | -- | -- | -- | -- | -- | -- | -- | --- |
|  | 1.   | Maccabi Haifa       | 59 | 26 | 18 | 5  | 3  | 62 | 19 | +43 |
|  | 2.   | Hapoel Be'er Sheva  | 55 | 26 | 16 | 7  | 3  | 39 | 17 | +22 |
|  | 3.   | Maccabi Tel Aviv    | 53 | 26 | 16 | 5  | 5  | 48 | 31 | +17 |
|  | 4.   | Bnei Sakhnin        | 42 | 26 | 12 | 6  | 8  | 28 | 29 | -1  |
|  | 5.   | Maccabi Netanya     | 40 | 26 | 10 | 10 | 6  | 34 | 27 | +7  |
|  | 6.   | Hapoel Tel Aviv     | 38 | 26 | 10 | 8  | 8  | 36 | 31 | +5  |
|  | 7.   | Hapoel Hadera       | 36 | 26 | 9  | 9  | 8  | 22 | 28 | -6  |
|  | 8.   | Ironi K. Shmona     | 33 | 26 | 9  | 6  | 11 | 29 | 32 | -3  |
|  | 9.   | Hapoel Haifa        | 30 | 26 | 8  | 6  | 12 | 33 | 37 | -4  |
|  | 10.  | Ashdod              | 27 | 26 | 8  | 3  | 15 | 28 | 44 | -16 |
|  | 11.  | Hapoel Gerusalemme  | 23 | 26 | 5  | 8  | 13 | 19 | 35 | -16 |
|  | 12.  | Beitar Gerusalemme  | 22 | 26 | 5  | 7  | 14 | 23 | 36 | -13 |
|  | 13.  | Maccabi Petah Tiqwa | 21 | 26 | 5  | 6  | 15 | 27 | 37 | -10 |
|  | 14.  | Hapoel Nof HaGalil  | 20 | 26 | 4  | 8  | 14 | 20 | 45 | -25 |

Legenda:
      Ammesse ai play-off.
      Ammesse ai play-out.
Note:
Tre punti a vittoria, uno a pareggio, zero a sconfitta.
In caso di arrivo di due o più squadre a pari punti, la graduatoria finale viene stilata secondo la classifica avulsa tra le squadre interessate che prevede, nell'ordine, i seguenti criteri:
- differenza reti generale;
- numero di partite vinte;
- goal segnati;
- punti negli scontri diretti;
- differenza reti negli scontri diretti;
- goal segnati negli scontri diretti.

Qualora la parità persista, si ricorre ad uno spareggio.

### Risultati
Ogni riga indica i risultati casalinghi della squadra segnata a inizio della riga contro le squadre segnate colonna per colonna (che invece avranno giocato l'incontro in trasferta). Al contrario, leggendo la colonna di una squadra si avranno i risultati ottenuti dalla stessa in trasferta, contro le squadre segnate in ogni riga, che invece avranno giocato l'incontro in casa.
|                    | Ash  | BeG  | BnS  | HBS  | HGe  | HHd  | HHa  | HNG  | HTA  | IKS  | MHa  | MNe  | MPT  | MTA  |
| ------------------ | ---- | ---- | ---- | ---- | ---- | ---- | ---- | ---- | ---- | ---- | ---- | ---- | ---- | ---- |
| Ashdod             | –––– | 2-0  | 0-1  | 1-1  | 1-0  | 1-2  | 1-3  | 3-0  | 1-4  | 0-2  | 2-2  | 1-3  | 3-4  | 1-3  |
| Beitar Gersualemme | 0-2  | –––– | 1-1  | 0-2  | 1-1  | 0-0  | 2-1  | 0-0  | 0-2  | 1-1  | 0-1  | 1-1  | 2-1  | 1-2  |
| Bnei Sakhnin       | 0-1  | 2-0  | –––– | 0-0  | 2-1  | 1-0  | 2-2  | 2-0  | 1-0  | 0-3  | 0-6  | 1-3  | 1-0  | 3-1  |
| H. Be'er Sheva     | 1-1  | 3-1  | 3-0  | –––– | 3-1  | 2-2  | 3-1  | 2-0  | 2-1  | 0-0  | 1-2  | 0-1  | 1-0  | 2-0  |
| Hapoel Gersualemme | 2-0  | 0-3  | 0-0  | 0-1  | –––– | 1-1  | 1-1  | 3-1  | 0-1  | 0-1  | 1-4  | 2-1  | 1-0  | 1-3  |
| Hapoel Hadera      | 2-1  | 1-0  | 2-1  | 1-2  | 0-0  | –––– | 1-0  | 0-0  | 0-3  | 2-0  | 0-0  | 1-1  | 1-4  | 0-2  |
| Hapoel Haifa       | 2-1  | 5-1  | 1-1  | 0-1  | 1-2  | 3-0  | –––– | 3-1  | 0-2  | 1-0  | 0-1  | 0-0  | 2-2  | 1-3  |
| Hapoel Nof HaGalil | 2-0  | 1-0  | 1-2  | 0-2  | 0-0  | 1-1  | 0-1  | –––– | 2-2  | 2-6  | 0-4  | 0-1  | 1-0  | 1-3  |
| Hapoel Tel Aviv    | 2-1  | 1-0  | 0-3  | 1-1  | 1-1  | 0-1  | 0-2  | 2-2  | –––– | 2-0  | 1-3  | 2-2  | 2-1  | 2-3  |
| Ironi K. Shmona    | 2-0  | 2-2  | 0-1  | 1-2  | 0-0  | 0-1  | 2-2  | 1-0  | 0-2  | –––– | 2-1  | 2-1  | 1-0  | 1-3  |
| Maccabi Haifa      | 6-0  | 2-1  | 2-1  | 1-2  | 1-1  | 1-0  | 5-1  | 1-1  | 2-0  | 4-0  | –––– | 2-0  | 2-0  | 3-2  |
| Maccabi Netanya    | 0-1  | 0-0  | 1-0  | 1-1  | 2-0  | 0-2  | 1-0  | 1-3  | 1-1  | 3-1  | 1-1  | –––– | 2-0  | 4-2  |
| Macc. Petah Tiqwa  | 0-1  | 0-3  | 0-1  | 0-1  | 3-1  | 1-1  | 2-0  | 4-0  | 1-1  | 1-1  | 0-4  | 1-1  | –––– | 1-2  |
| Maccabi Tel Aviv   | 0-2  | 3-1  | 1-1  | 1-0  | 1-0  | 3-0  | 2-0  | 1-1  | 1-1  | 1-0  | 2-1  | 2-2  | 1-1  | –––– |

## Play-off

### Classifica finale
|                    | Pos. | Squadra            | Pt | G  | V  | N  | P  | GF | GS | DR  |
| ------------------ | ---- | ------------------ | -- | -- | -- | -- | -- | -- | -- | --- |
| Israele (bandiera) | 1.   | Maccabi Haifa      | 78 | 36 | 24 | 6  | 6  | 79 | 27 | +52 |
|                    | 2.   | Hapoel Be'er Sheva | 70 | 36 | 20 | 10 | 6  | 53 | 30 | +23 |
|                    | 3.   | Maccabi Tel Aviv   | 69 | 36 | 20 | 9  | 7  | 63 | 38 | +25 |
|                    | 4.   | Maccabi Netanya    | 52 | 36 | 13 | 13 | 10 | 47 | 41 | +6  |
|                    | 5.   | Hapoel Tel Aviv    | 50 | 36 | 13 | 11 | 12 | 44 | 47 | -3  |
|                    | 6.   | Bnei Sakhnin       | 49 | 36 | 13 | 10 | 13 | 33 | 43 | -10 |

Legenda:
      Campione d'Israele, ammessa alla UEFA Champions League 2022-2023.
      Ammesse alla UEFA Europa Conference League 2022-2023.
Le squadre ripartono con gli stessi punteggi ottenuti durante la stagione regolare.
Note:
Tre punti a vittoria, uno a pareggio, zero a sconfitta.
In caso di arrivo di due o più squadre a pari punti, la graduatoria finale viene stilata secondo la classifica avulsa tra le squadre interessate che prevede, nell'ordine, i seguenti criteri:
- differenza reti generale;
- numero di partite vinte;
- goal segnati;
- punti negli scontri diretti;
- differenza reti negli scontri diretti;
- goal segnati negli scontri diretti.

Qualora la parità persista, si ricorre ad uno spareggio.

### Risultati
Ogni riga indica i risultati casalinghi della squadra segnata a inizio della riga contro le squadre segnate colonna per colonna (che invece avranno giocato l'incontro in trasferta). Al contrario, leggendo la colonna di una squadra si avranno i risultati ottenuti dalla stessa in trasferta, contro le squadre segnate in ogni riga, che invece avranno giocato l'incontro in casa.
|                  | BnS  | HBS  | HTA  | MHa  | MNe  | MTA  |
| ---------------- | ---- | ---- | ---- | ---- | ---- | ---- |
| Bnei Sakhnin     | –––– | 1-1  | 0-0  | 0-3  | 1-1  | 1-0  |
| H. Be'er Sheva   | 3-1  | –––– | 2-2  | 1-0  | 4-1  | 1-0  |
| Hapoel Tel Aviv  | 2-1  | 2-1  | –––– | 0-2  | 2-0  | 0-2  |
| Maccabi Haifa    | 1-0  | 2-0  | 3-0  | –––– | 4-0  | 1-3  |
| Maccabi Netanya  | 3-0  | 3-0  | 0-0  | 3-0  | –––– | 1-1  |
| Maccabi Tel Aviv | 0-0  | 1-1  | 5-0  | 1-1  | 2-1  | –––– |

## Play-out

### Classifica finale
|  | Pos. | Squadra             | Pt | G  | V  | N  | P  | GF | GS | DR  |
|  | ---- | ------------------- | -- | -- | -- | -- | -- | -- | -- | --- |
|  | 7.   | Ironi K. Shmona     | 50 | 33 | 14 | 8  | 11 | 48 | 39 | +9  |
|  | 8.   | Hapoel Hadera       | 42 | 33 | 11 | 9  | 13 | 34 | 43 | -9  |
|  | 9.   | Ashdod              | 39 | 33 | 12 | 3  | 18 | 37 | 52 | -15 |
|  | 10.  | Beitar Gerusalemme  | 37 | 33 | 9  | 10 | 14 | 35 | 43 | -8  |
|  | 11.  | Hapoel Haifa        | 35 | 33 | 9  | 8  | 16 | 36 | 47 | -11 |
|  | 12.  | Hapoel Gerusalemme  | 33 | 33 | 8  | 9  | 16 | 25 | 41 | -16 |
|  | 13.  | Maccabi Petah Tiqwa | 27 | 33 | 6  | 9  | 18 | 34 | 49 | -15 |
|  | 14.  | Hapoel Nof HaGalil  | 27 | 33 | 6  | 9  | 18 | 25 | 53 | -28 |

Legenda:
      Retrocesse in Liga Leumit 2022-2023
Le squadre ripartono con gli stessi punteggi ottenuti durante la stagione regolare.
Note:
Tre punti a vittoria, uno a pareggio, zero a sconfitta.
In caso di arrivo di due o più squadre a pari punti, la graduatoria finale viene stilata secondo la classifica avulsa tra le squadre interessate che prevede, nell'ordine, i seguenti criteri:
- differenza reti generale;
- numero di partite vinte;
- goal segnati;
- punti negli scontri diretti;
- differenza reti negli scontri diretti;
- goal segnati negli scontri diretti.

Qualora la parità persista, si ricorre ad uno spareggio.

### Risultati
Ogni riga indica i risultati casalinghi della squadra segnata a inizio della riga contro le squadre segnate colonna per colonna (che invece avranno giocato l'incontro in trasferta). Al contrario, leggendo la colonna di una squadra si avranno i risultati ottenuti dalla stessa in trasferta, contro le squadre segnate in ogni riga, che invece avranno giocato l'incontro in casa.
|                    | Ash  | BeG  | HGe  | HHd  | HHa  | HNG  | IKS  | MPT  |
| ------------------ | ---- | ---- | ---- | ---- | ---- | ---- | ---- | ---- |
| Ashdod             | –––– |      | 0-1  |      |      | 2-0  | 1-3  | 1-0  |
| Beitar Gersualemme | 1-0  | –––– |      |      |      |      | 3-3  | 2-2  |
| Hapoel Gersualemme |      | 0-1  | –––– |      |      | 0-0  |      | 1-0  |
| Hapoel Hadera      | 2-3  | 1-2  | 3-1  | –––– |      |      | 1-4  |      |
| Hapoel Haifa       | 1-2  | 1-1  | 0-2  | 1-0  | –––– |      |      |      |
| Hapoel Nof HaGalil |      | 0-2  |      | 0-2  | 1-0  | –––– |      |      |
| Ironi K. Shmona    |      |      | 2-1  |      | 4-0  | 2-0  | –––– | 1-1  |
| Macc. Petah Tiqwa  |      |      |      | 4-3  | 0-0  | 0-4  |      | –––– |

## Statistiche

### Individuali

#### Classifica marcatori
| Gol |  |  | Giocatore         | Squadra            |
| --- |  |  | ----------------- | ------------------ |
| 20  |  |  | Omer Atzili       | Maccabi Haifa      |
| 15  |  |  | Dean David        | Maccabi Haifa      |
| 15  |  |  | Itamar Shviro     | Ironi K. Shmona    |
| 15  |  |  | Stipe Perica      | Maccabi Tel Aviv   |
| 12  |  |  | Igor Zlatanović   | Maccabi Netanya    |
| 11  |  |  | Alen Ožbolt       | Hapoel Haifa       |
| 11  |  |  | Alon Turgeman     | Hapoel Haifa       |
| 10  |  |  | Nikita Rukavytsya | Hapoel Be'er Sheva |
| 10  |  |  | Ramzi Safouri     | Hapoel Be'er Sheva |
| 9   |  |  | Guy Melamed       | Bnei Sakhnin       |
| 9   |  |  | Dolev Haziza      | Maccabi Haifa      |
| 9   |  |  | Tjaronn Chery     | Maccabi Haifa      |
| 9   |  |  | Đorđe Jovanović   | Maccabi Tel Aviv   |